# Zuger Kantonalbank

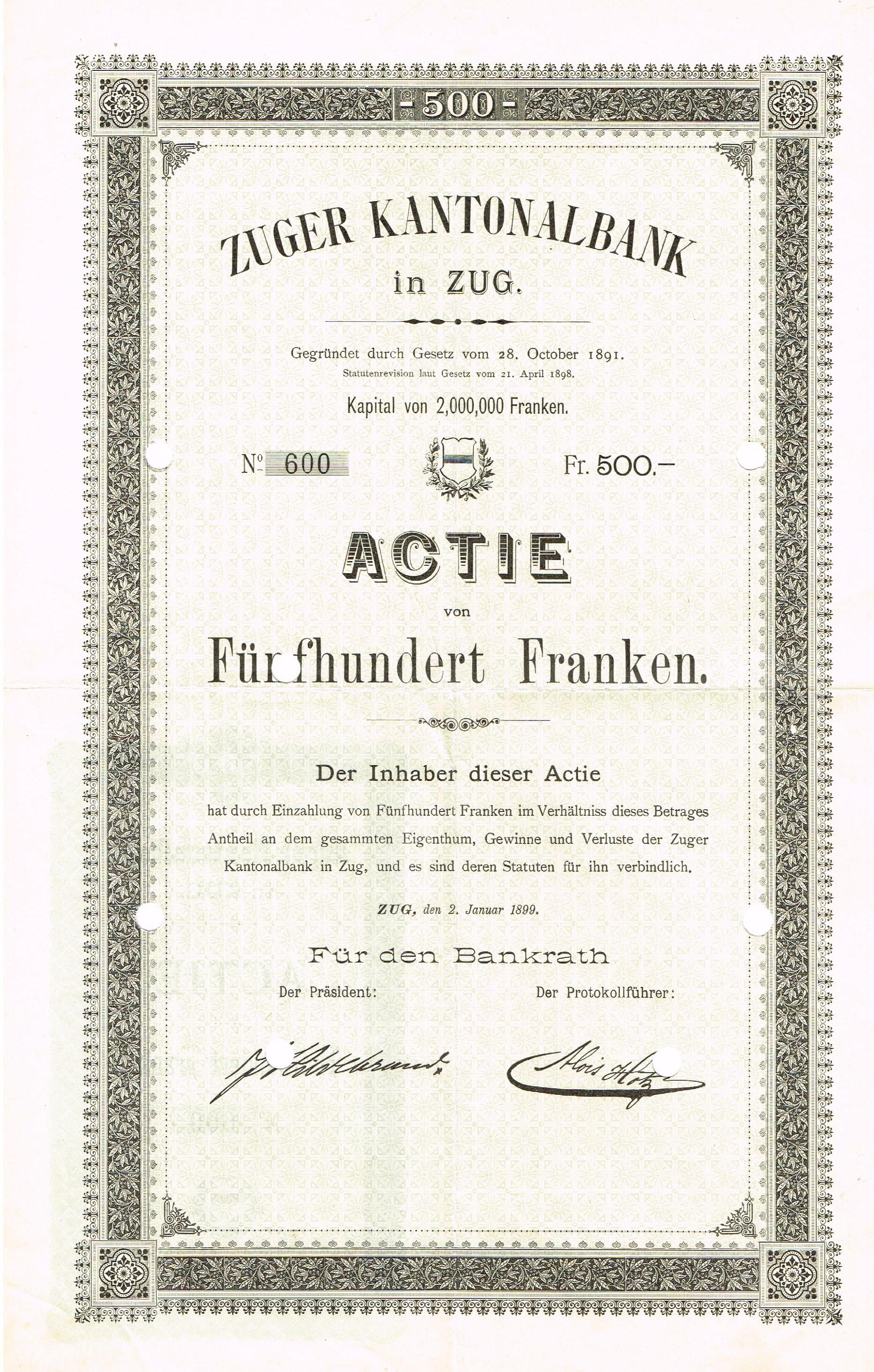
Aktie über 500 Franken der Zuger Kantonalbank vom 2. Januar 1899

Die Zuger Kantonalbank ist ein Finanzinstitut im Wirtschaftsraum Zug und beschäftigt rund 530 Mitarbeitende. Mit 14 Geschäftsstellen ist die 1892 gegründete Universalbank im Kanton vertreten. Die Bilanzsumme betrug zum Jahresende 2024 18,8 Milliarden Schweizer Franken.

## Besitzverhältnisse
Die Zuger Kantonalbank ist eine spezialgesetzliche Aktiengesellschaft. Ihre an der Schweizer Börse SIX Swiss Exchange kotierten Namenaktien sind zu 50 Prozent und einem freien Kapitalanteil von 0,1 Prozent im Besitz des Kantons. Die übrigen 49,9 Prozent verteilen sich auf rund 11'000 Aktionäre. Die Bank verfügt über eine unbeschränkte Staatsgarantie.

## Organisation
Oberstes Aufsichtsorgan der Zuger Kantonalbank ist der Bankrat, der sich aus sieben Mitgliedern zusammensetzt. Vier Mitglieder sind vom Kanton gewählt, drei Mitglieder durch die rund 11'000 Privataktionäre der Zuger Kantonalbank.
Die operative Leitung liegt bei der Geschäftsleitung. CEO und Präsident der Geschäftsleitung ist Hanspeter Rhyner. Die Geschäftsleitung ist unterteilt in folgende Departemente: Privat- und Firmenkunden (Leitung Martina Bonati), Unternehmenssteuerung (Leitung Jan Damrau), Finanzen und Risiko (Leitung Andreas Janett) und Wealth Management (Leitung Marcus Slöör).
Kennzahlen per 31. Dezember 2024 (in CHF)
| Bilanzsumme                 | 18,8 Mrd.  |
| Geschäftserfolg             | 142,1 Mio. |
| Gewinn                      | 122,3 Mio. |
| Kundengelder                | 12,9 Mrd.  |
| Betreute Depotvermögen      | 19,3 Mrd.  |
| Netto-Erfolg Zinsengeschäft | 203,9 Mio. |
| Hypothekarforderungen       | 14,6 Mrd.  |
| Vollzeitstellen             | 504        |

Rating (durch S&P Global Ratings)	AA+
Rating (durch Zürcher Kantonalbank)	AAA

## Vergabungen und Sponsorings
Zuger Vereine oder gemeinnützige Organisationen, die sich in einem bedeutenden Ausmass kulturell, gesellschaftlich oder sportlich in der Wirtschaftsregion Zug ehrenamtlich engagieren, werden im Rahmen der Vergabungstätigkeit der Zuger Kantonalbank unterstützt. Im Vordergrund steht hier der gemeinnützige Gedanke oder die Förderungsabsicht. Im Jahr 2024 wurden 900'000 Franken vergeben. Zusätzlich unterhält die Zuger Kantonalbank drei Hauptsponsoring-Engagements.